# Mikojan-Gurevič MiG-29
Mikojan-Gurevič MiG-29 NATO kodno ime »Fulcrum« (kodno ime JRV: L-18 in NL-18), ki pa je bilo tudi v neuradni rabi med sovjetskimi piloti (rusko Микоян и Гуревич МиГ-29, angleško Mikoyan-Gurevich MiG-29) je reaktivno letalo četrte generacije, ki so ga prvotno zasnovali kot lovsko letalo za zagotavljanje zračne premoči in drugotno kot jurišnik. Zasnovali so ga v 70. letih 20. stoletja v sovjetskem podjetju Mikojan-Gurevič, nakar je leta 1983 vstopil v operativno rabo. Primarna nasprotnika letala sta bila ameriška lovca F-16 Fighting Falcon in F/A-18 Hornet. Jugoslavija je bila leta 1987 prva evropska država zunaj Sovjetske zveze, ki je uporabljala MiG-29. Opcijski radar Phazotron Zhuk-ME z dosegom 120 km, je bil velik napredek na pram izjemno zastarelim radarjem v Migih-21 z dosegom 20 km, vendar še vedno v zaostanku za zahodnimi radarji AN/APG-68  z dosegom 296 km, lovci 5 generacije danes imajo z AN/APG-77 radarjem doseg gledanja preko 500 km. 

## Zgodovina
Sredi šestdesetih let so letalske sile ZDA naletele na težave na vietnamskem nebu. Ugotovili so, da so bili nadzvočni lovski bombniki, ki so bili optimizirani za bombne operacije na majhnih višinah, ranljivi za starejše MiG-17, ki so bili veliko bolj vodljivi. Da bi si ZDA povrnile omejeno zračno premoč nad Vietnamom, so se preusmerile na operacije z uporabo večnamenskega lovca F-4 Phantom. Sovjetska zveza je v odgovor razvila MiG-23. Proti koncu šestdesetih let je USAF začel s programom "F-X" za izdelavo lovca, namenjenega letalski premoči. Na razpisu je zmagal McDonnell Douglas F-15 Eagle, ki je bil konec leta 1969 naročen za proizvodnjo.
Na vrhuncu hladne vojne je bil sovjetski odziv nujen, saj je obstajala resna grožnja, da bi ameriško letalstvo imelo tehnološke prednosti pred sovjetskimi lovci. Tako je razvoj novega večnamenskega lovca postal prednostna naloga Sovjetske zveze in njenih konstruktorjev. Prve zahteve po takem letalu so v javnost prispele šele leta 1969 s programom PFI (Perspektivnyy Frontovoy Istrebitel). Specifikacije so bile visoke, saj bi letalo moralo imeti dolg doseg, kratko vzletno-pristajalno pisto, odlično odzivnost in gibljivost, veliko nosilnost in hitrost vsaj 2 Macha.
Leta 1971 pa so sovjetske študije pokazale potrebo po več vrstah lovcev. Program PFI je bil dopolnjen s programom LPFI (Perspektivny Lyogiky Frontovoy Istrebitel). Načrtovana je bila porazdelitev lovskih letal okrog 33 % letal PFI in 67 % letal LPFI. Taka odločitev je bila posledica vpeljave ameriškega programa in njihovih razvojnih studiev, ki so v tistem času razvijala kar 3 letalske prototipe.
Novo letalo naj bi nadomestilo takrat že zastarela letala MiG-21 in MiG-23 in naj bi za razliko od njih delovalo samostojno, brez tesne povezanosti s kontrolnim centrom na zemlji, kot je bilo v navadi do tedaj. Delo se je pričelo leta 1974, ko so zgradili prvih 14 prototipov v več različicah. Krstni polet je letalo doživelo 6. oktobra 1977, serijska proizvodnja pa je stekla leta 1982.
Proizvodnja je bila do leta 1990 namenjena le Sovjetskim letalskim silam in ostalim državam vzhodnega bloka. Konstrukcijski biro je zasnoval več različic tega letala, med drugim sta bila to dvoseda različica in mornariška verzija za rabo na letalonosilkah. Serijsko proizvodnjo novih tipov pa je prekinil razpad Sovjetske zveze. Kasneje so letala izdelovali predvsem za izvoz.

## Zasnova in razvoj letala
MiG-29 je aerodinamično soroden s Su-27, a je opazno manjši.
Osnovni konstrukcijski material je aluminij, čeprav so v manjši količini uporabljeni tudi kompozitni materiali. Ima visoko pritrjena, prirezana krila z LERXsom; krilni kot je 40º. Prav tako ima dvoje repnih, prirezanih kril in dve navpični plavuti, ki so pritrjena na zunanje ogrodje motorjev.
Letalo ima dva turboreaktivna motorja Klimov RD-33, ki sta ločena med seboj. Prostor med motorjema razvije vzgon in tako zmanjša obremenljenost glavnih kril ter hkrati poveča možnost manevriranja. Vstopne šobe omogočajo razvitje visokih Machovih hitrosti; obstaja možnost, da so skoraj popolnoma zaprte, kar omogoča letenje na nizkih višinah; z zaprtjem šob preprečijo vstop različnih tujkov v motor, kar bi lahko povzročilo odpoved motorja.

## MiG-29 v uporabi Jugoslovanskega vojnega letalstva
Letala MiG 29 so prišla v uporabo Jugoslovanskega vojnega letalstva proti koncu osemdesetih let dvajsetega stoletja. Prvi dve letali sta prišli v Jugoslavijo leta 1987. To sta bila dva dvoseda tipa MiG-29UB, ki sta pripadala 204. lovski eskadriliji nastanjeni na letališču v Batajnici. Naslednje leto pa se jima je pridružilo še 14 enosedih letal tipa MiG-29B. Nakup teh letal je bila zadnja izmed modernizacij Jugoslovanskega vojnega letalstva. Odločitev za nakup letal Mig-29 je bila sprejeta bolj po sili razmer kot pa po želji razvoja vojnega letalstva in sicer primarno zaradi tega, ker so bili Mig-29 znatno cenejši za nakup kot modernejši zahodni lovci in prešolanje kadra iz Mig-21 je terjalo nižja finančna sredstva armadi tako predvsem podpornega osebja. Sekundarna odločitev je bila zaradi težav v državi, originalno je bila ideja da bi mig-21 nadomestili z vsaj 150 novimi domačimi nadzvočnimi lovci Novi avion v sredini 1990ih, vendar se zaradi razkrajanja države ta projekt opustil. Težava z nakupom lovcev na zahodu je bila neusposobljenost in neizkušenost domačega kadra z moderno zahodno letalsko tehniko, predvsem vzdrževalcev in pomankanja kakšne koli primerne infrastrukture, poleg teh težav so bili zahodni lovci veliko dražji zaradi svoje znatno kakovostnejše obkrožitve in sodobne avionike. Dodaten razlog za dvom v nabavo zahodnih lovcev pa je bil pričakovan embargo na orožje v primeru pričakovane politične nestabilnosti države. Z temi odločitvami so zamaknili ponoven prihod modernih zahodnih lovcev na ozemlje bivše Jugoslavije v leto 2024, ko so prišli prvi Dassault Rafale v Zagreb. Med trajanjem jugoslovanskih vojn letala MiG-29 niso bila koriščena v spopadih. Prvi pravi spopad so ta letala doživela med napadom Natovih letal leta 1999. Večina letal je bila med spopadi uničena. Spopade je preživelo 5 letal MiG-29, ki so sedaj v lasti Vojnega letalstva Srbije.

## Izpeljanke
- MiG-29A
- MiG-29B
- MiG-29K
- MiG-29S
- MiG-29UB
- Fulcrum-C

## Uporabniki

### Trenutni uporabniki
- Alžirija: 36 operativnih
- Armenija: 18 operativnih
- Azerbajdžan: 48 operativnih
- Bangladeš: 8 operativnih
- Belorusija: 50 operativnih
- Bolgarija: 20 MiG-29B operativnih, vključno s štirimi MiG-29UB.
- Eritreja: 5 operativnih
- Indija: 63 operativnih
- Iran: 75 operativnih, vključno s 15 MIG-29-UB
- Jemen: 24 operativnih
- Kazahstan: 40 operativnih
- Kuba: 14 operativnih, a le 3 so zmožni leteti
- Madžarska: 21 operativnih
- Malezija: 18 operativnih
- Mjanmar: 12 operativnih
- Severna Koreja: 40 operativnih
- Peru: 19 operativnih; izgubili so dve letali v nesreči
- Poljska: 45 operativnih
- Rusija: 380 operativnih
- Srbija: 14 operativnih
- Slovaška: 21 operativnih
- Sudan: 10 operativnih
- Sirija: 42 operativnih
- Turkmenistan: 20 operativnih
- Ukrajina: 225 operativnih
- Uzbekistan: 30 operativnih